# Stamväg 30
De Stamväg 30 is een weg in de autonome Finse regio Åland. Ze is 9½ kilometer lang. De weg loopt van de hoofdstad Mariehamn over een reeks eilanden die door dammen en bruggen aan elkaar verbonden zijn, zuidwaarts naar Järsö. Daar vertakt de weg zich en loopt uiteindelijk dood.